# Spathius pedunculatus
Spathius pedunculatus är en stekelart som beskrevs av Cameron 1910. Spathius pedunculatus ingår i släktet Spathius och familjen bracksteklar. Inga underarter finns listade i Catalogue of Life.